# Michalina Kwiatkowska

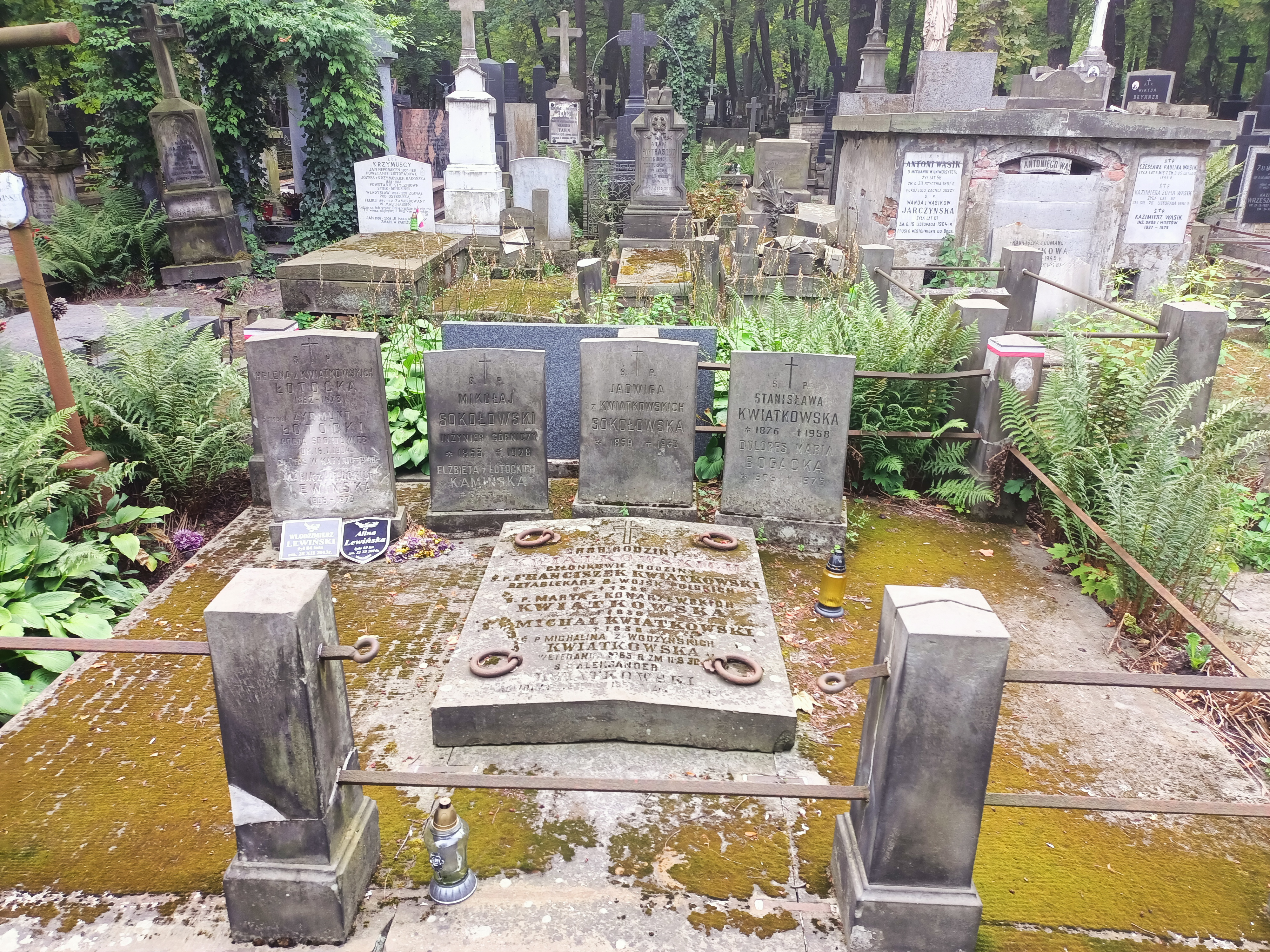
Grób Michalina Kwiatkowska na Cmentarzu Powązkowskim

Wanda Zofia Michalina Kwiatkowska z Wodzyńskich (ur. 1847 w Piaskach, zm. 11 sierpnia 1930) – uczestniczka powstania styczniowego, aktorka.

## Życiorys
Wcześnie straciła ojca. Gdy wybuchło powstanie styczniowe, matka Michaliny z powodu poważnej choroby przebywała za granicą. Michalinę wychowywali wujostwo Mazurkiewiczowie, dzierżawcy kościelnego majątku Czerniejewo niedaleko Lublina.
W 1863, kiedy wybuchło powstanie styczniowe, należała do tzw. piątki pani Czachowskiej. Przed insurekcją „piątki” zajmowały się m.in. kwestą na rzecz powstańców, zaopatrywały ich w odzież. Jako szesnastolatka Kwiatkowska została zaprzysiężona. Wyprosiła zgodę wujostwa i Czachowskiej, by być kurierką. Jednym z pierwszych zadań było dostarczenie broni partii Tomasza Wierzbickiego. Wyprawiła się też na Podlasie do oddziału Karola Krysińskiego, gdzie poznała ks. Stanisława Brzóskę. W czasie kontaktu z Marcinem Borelowskim „Lelewelem” poznała jego narzeczoną, także kurierkę, Anielę Kozłowską. Krążyła między macierzystym oddziałem Borelowskiego a innymi oddziałami oraz władzami cywilnymi powstania. Uczestniczyła w bitwie pod Batorzem. Przewoziła rozkazy, raporty i pieniądze. Uczestniczyła w bitwie pod Fajsławicami. Pełniła dyżury w szpitalu powstańczym w Bychawie. Następnie była kurierką w oddziale Michała Mareckiego, który działał w okolicach Czerniejewa. 24 stycznia 1864 Marecki się jej oświadczył. Następnego dnia oddział rosyjski napadł na dwór w Suchym Lipiu, w którym stacjonował Marecki. Został postrzelony, zdążył jednak oddać Kwiatkowskiej dokumenty. W trakcie rewizji, którą przeprowadzono po pogrzebie zabitych i spalonych przez Rosjan powstańców, Kwiatkowska została aresztowana przez kozaków. Odesłano ją do Zamościa. Na przesłuchaniach nie wydała nikogo.
Po okresie spędzonym w trudnych warunkach została przeniesiona do tzw. celi oficerskiej. W sąsiedniej cieli siedziała Aniela Kozłowska. Kwiatkowska przebywała w więzieniu w Zamościu przez 1,5 roku. Została uznana za niebezpieczną polską buntowniczkę. Następnie przewieziono ją do X Pawilonu Cytadeli Warszawskiej. Później pod eskortą rosyjskiego wojska odesłano ją do granicy Wielkiego Księstwa Poznańskiego. Przez jakiś czas mieszkała w Toruniu, potem w Poznaniu i Dubinie, gdzie zaopiekował się nią ks. Kleiner. Po ustaniu represji wobec uczestniczących w powstaniu wróciła w Lubelskie.
Według Encyklopedii teatru polskiego była aktorką i już w latach 1864–1866 występowała w teatrze w Łodzi w zespole F. Sellina. W 1868 występowała w Radomiu, a między majem 1868 a styczniem 1869 w Kielcach w zespole A. Carmantranda. W latach 1869–1870 osobę o takich danych notuje się w Płocku w zespole A. Raszewskiego. W 1870 wróciła do Łodzi, a w kolejnym roku występowała w zespole J. Cybulskiego w Ciechocinku. W 1876 odnotowano jej występy w zespole M. Krauzego w Łomży. W 1868 w Kielcach wyszła za mąż za Aleksandra Władysława Kwiatkowskiego, byłego powstańca, później adwokata, który według Encyklopedii teatru polskiego był aktorem.
W podeszłym wieku Michalina Kwiatkowska zamieszkała w Gnieźnie w domu córki Marii Bogackiej. W 1924 znalazła się w czwartym wykazie nazwisk weteranów powstania styczniowego jako jedna z pięciu kobiet (oprócz niej na listę wpisano wówczas Niceforę Kalicką, Gryzeldę Malinowską, Wandę Umińską i Lucynę Żukowską). W 1930 Kwiatkowska została odznaczona Krzyżem Niepodległości.
Pochowano ją na Cmentarzu Powązkowskim w Warszawie.